# Корона (Калифорния)
Вижте пояснителната страница за други значения на Корона.
Корона (на английски: Corona) е град в окръг Ривърсайд в щата Калифорния, САЩ. Корона е с население от 124 966 жители (2000) и обща площ 91,10 км² (35,20 мили²). Градът е основан през 1896 г. по време на бума на цитрусовите плодове в Южна Калифорния. В Корона са базирана световноизвестните производители на музикални инструменти Фендър популярни със своите китари.